# Нікіфорос Літрас

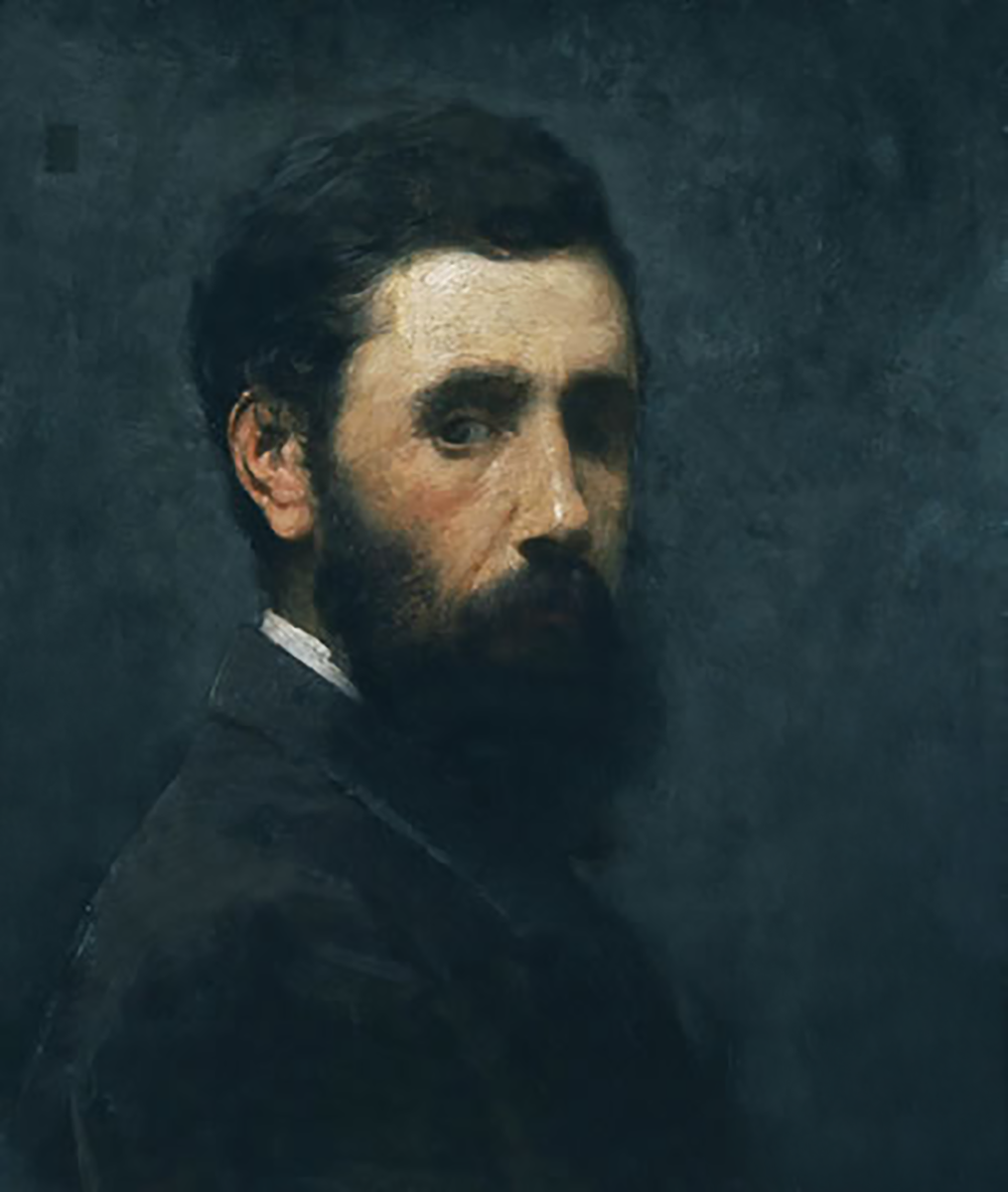
Нікіфорос Літрас

Нікіфорос Літрас (грец. Νικηφόρος Λύτρας, 1832, Піргос, Тінос — 13 червня 1904, Афіни) — грецький художник, представник Мюнхенської школи.

## Біографія
Нікіфорос Літрас народився 1832 року на кікладському острові Тінос в родині скульптора по мармуру. 1850 року у віці вісімнадцяти років він почав навчання в Афінській школі витончених мистецтв. Він вчився живопису у Людвига Тьєрха і Рафаелло Чеколлі. Після закінчення Школи 1856 року почав у ній викладати.
1836 року здобув стипендію грецького уряду і відправився в Мюнхен, щоб вчитися в Королівській академії хуожніх мистецтв. Його вчителем став Карл Теодор фон Пілоті. 1862 року король Отто був скинутий з грецького престолу, на стипендію Нікіфорос Літрас більше розраховувати не міг, однак усі витрати з навчання взяв на себе посол Греції у Відні Симон Сінас. Влітку 1865 року, напередодні повернення в Грецію, він зустрічає Ніколаоса Гізіса в Мюнхені. Разом вони побачили і вивчили багато шедеврів мистецтва.
Після повернення до Афін Нікіфорос Літрас став професором в Афінській школі витончених мистецтв у відділі живопису, викладав там впродовж 38 років. 1873 року на чотири роки він відправився до Смірни, подорожував Малою Азією, Єгиптом разом із Ніколаосом Гізісом. 1879 року він одружився з Іриною Кіріакіді, дочкою торговця зі Смірни, яка згодом народила шістьох дітей. Його син Ніколаос Літрас пішов по стопах батька, також навчався в Мюнхенській академії образотворчих мистецтв, а потім очолював Афінську школу мистецтв.
В подальшому Нікіфорос Літрас заснував «Арт-групу», яка провела власну виставку в Парижі 1919 року. Серед інших членів групи були такі грецькі художники, як Деметріос Галаніс, який товаришував із Андре Дереном, Жоржем Браком і Пабло Пікассо, був членом Французької академії. Провісниками Арт-групи традиційно вважаються грецькі художники 19 століття Іоанніс Альтамурас і Перикліс Пантазіс.
Нікіфорос Літрас помер у віці 72 років влітку 1904 року після нетривалої хвороби, причиною якої стали токсичні речовини, що містились у фарбах. Георгіос Іаковідіс зайняв його місце в Афінсьеій школі витончених мистецтв.

## Галерея робіт

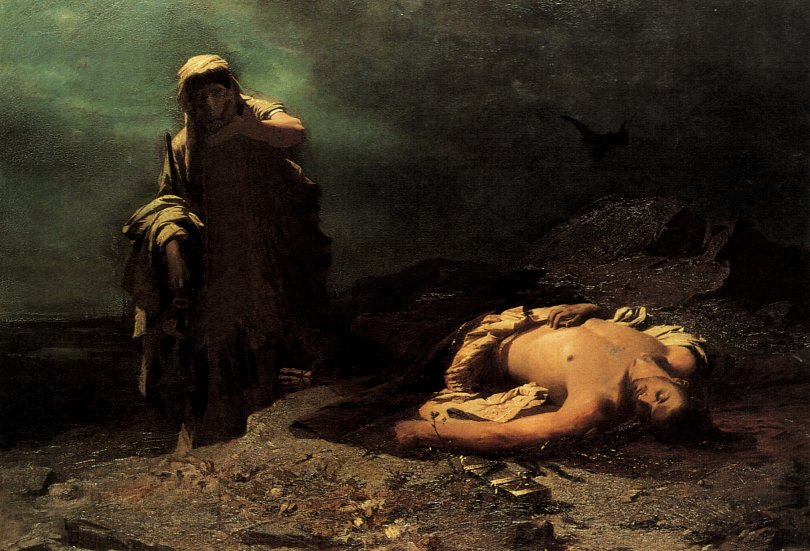
«Антігона перед Полініком»
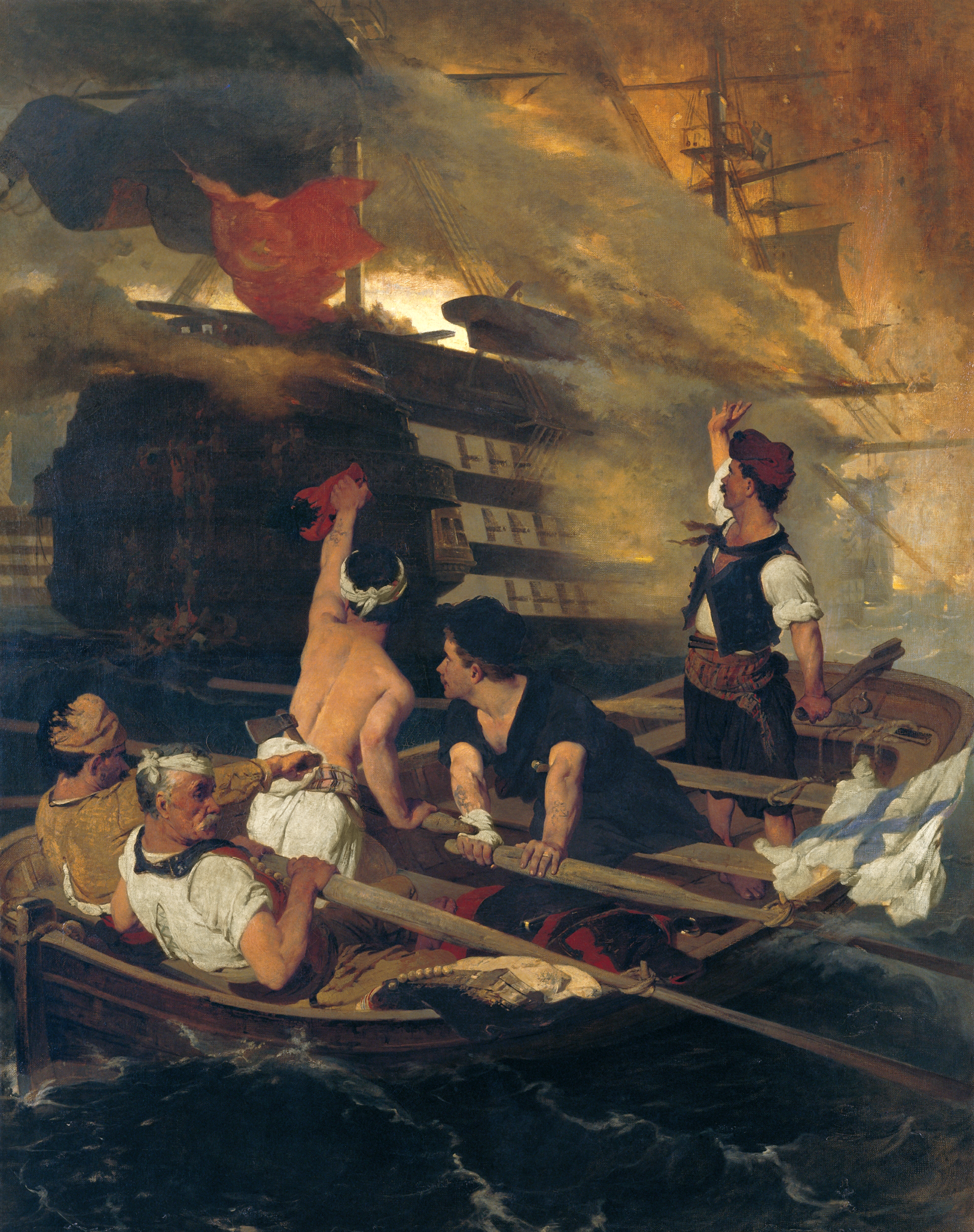
«Підбитий Канарісом флагман Алі-паші»
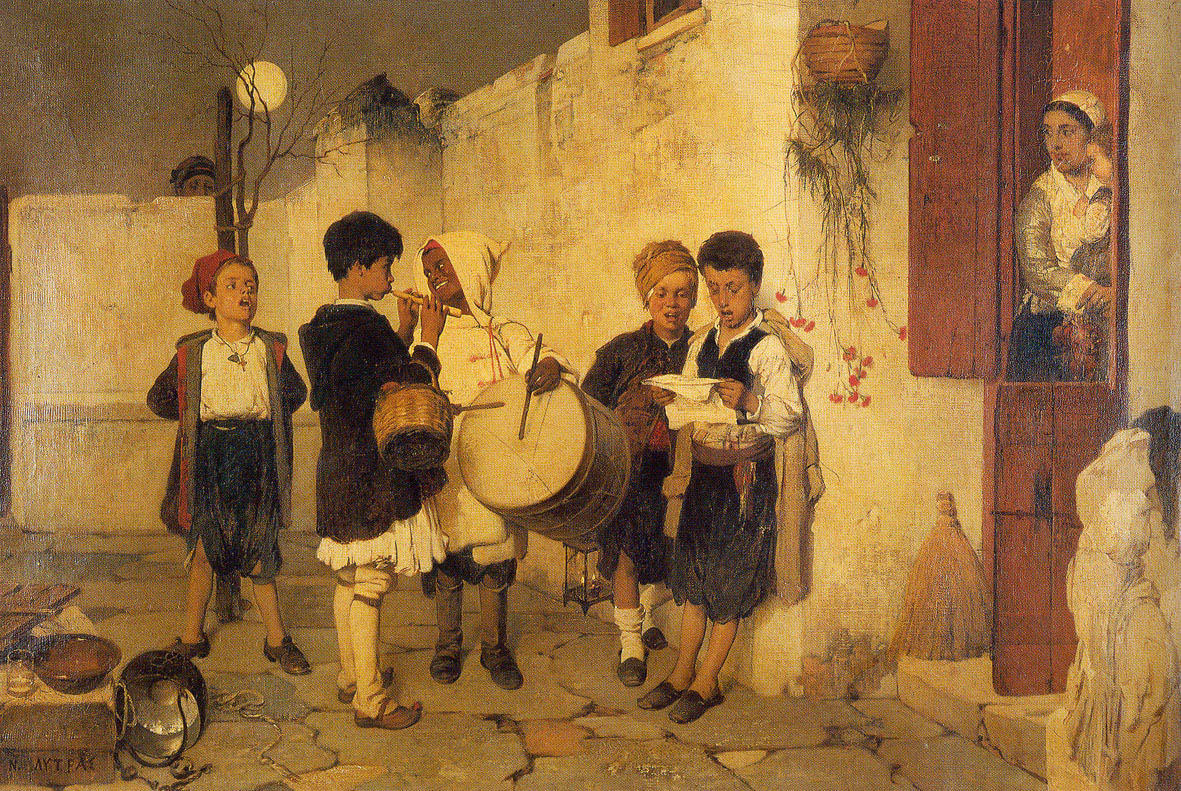
«Колядки»
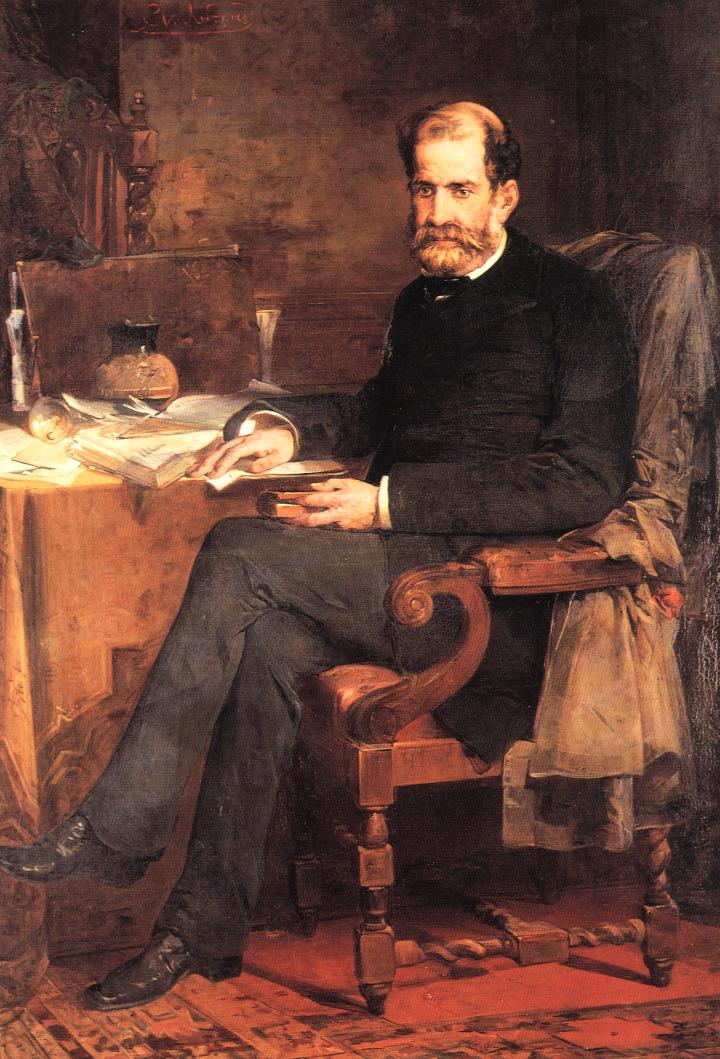
«Лісандрос Кавтанзоглу»
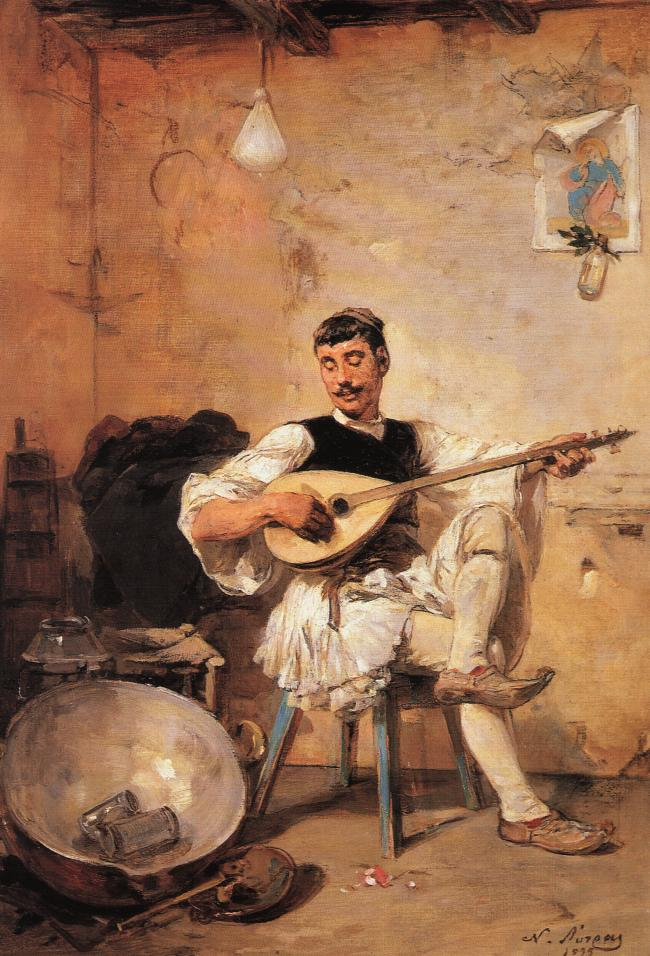
«Молочник»